# Włodzimierz Jagodziński
Włodzimierz Jagodziński (ur. 31 maja 1952  – zm. 13 października 1982) – opozycjonista, działacz NSZZ Solidarność.
Pochodził z Grudziądza, był pracownikiem Kombinatu Metalurgicznego Huty Katowice. Współpracował z NSZZ Solidarność. Kilkakrotnie sam zawiesił flagę „Solidarności” na drodze wiodącej do bramy głównej Huty Katowice, a tuż przed wizytą sowieckiej delegacji, zawiesił sztandar na wiadukcie przed Hutą.
Jak podają notatki służbowe Milicji Obywatelskiej, w Dąbrowie Górniczej, zginął przy próbie zawieszenia flagi „Solidarności” na linii wysokiego napięcia.